# Cangkringan
Cangkringan ist ein Distrikt (Kecamatan) im Regierungsbezirk (Kabupaten) Sleman der Sonderregion Yogyakarta im Süden der Insel Java. Der Kecamatan liegt im Norden des Kabupaten und grenzt im Norden an Srumbung (Kab. Magelang, Provinz Zentraljava), im Westen an Pakem, im Osten an Kemalang (Kab. Klaten, ebenfalls Zentraljava) und im Süden an Ngemplak. Ende 2021 zählte der Distrikt 31.767 Einwohner auf 47,99 km² Fläche.

## Verwaltungsgliederung
Der Kecamatan (auch Kapanewon genannt) gliedert sich in fünf ländliche Dörfer (Desa, auch Kalurahan genannt):
| PUM-Code 1    | Desa             | Fläche (km²) | Bevölkerung zur Volkszählung 2 | Bevölkerung zur Volkszählung 2 | Bevölkerung zur Volkszählung 2 | Bevölkerung zur Volkszählung 2 | Bevölkerung zur Volkszählung 2 | Bevölkerung zur Volkszählung 2 | Padu- kuhan 4 | RW/ RT 5 |
| PUM-Code 1    | Desa             | Fläche (km²) | 002000                         | 002010                         | Männer                         | Frauen                         | 2020                           | Dichte 3                       | Padu- kuhan 4 | RW/ RT 5 |
| ------------- | ---------------- | ------------ | ------------------------------ | ------------------------------ | ------------------------------ | ------------------------------ | ------------------------------ | ------------------------------ | ------------- | -------- |
| 34.04.17.2001 | Argomulyo        | 8,47         | 6.545                          | 6.978                          | 3.820                          | 3.850                          | 7.670                          | 905,5                          | 22            | 44/91    |
| 34.04.17.2002 | Wukirsari        | 14,56        | 8.503                          | 9.780                          | 5.409                          | 5.521                          | 10.930                         | 750,7                          | 24            | 50/102   |
| 34.04.17.2003 | Glagaharjo       | 7,95         | 3.184                          | 3.635                          | 1.937                          | 2.012                          | 3.949                          | 496,7                          | 10            | 20/41    |
| 34.04.17.2004 | Kepuharjo        | 8,75         | 2.635                          | 3.087                          | 1.574                          | 1.654                          | 3.228                          | 368,9                          | 8             | 16/33    |
| 34.04.17.2005 | Umbulharjo       | 8,26         | 3.789                          | 4.721                          | 2.641                          | 2.713                          | 5.354                          | 648,2                          | 9             | 20/40    |
| 34.04.17      | Kec. Cangkringan | 47,99        | 24.656                         | 28.201                         | 15.381                         | 15.750                         | 31.131                         | 648,7                          | 73            | 150/307  |

- Alternative Schreibweise der Dörfer (BPS): Argo Mulyo, Wukir Sari, Glagah Harjo, Kepuh Harjo und Umbul Harjo

## Demographie
Grobeinteilung der Bevölkerung nach Altersgruppen (zum Zensus 2020)
| Altersgruppen | 00Männer | 00Frauen | zusammen |
| ------------- | -------- | -------- | -------- |
| 0 – 14        | 3.424    | 3.357    | 6.781    |
| 15 – 64       | 10.438   | 10.563   | 21.001   |
| 65+           | 1.519    | 1.830    | 3.349    |
| gesamt        | 15.381   | 15.750   | 31.131   |
| anteilig (%)  |          |          |          |
| 0 – 14        | 22,26    | 21,31    | 21,78    |
| 15 – 64       | 67,86    | 67,07    | 67,46    |
| 65+           | 9,88     | 11,62    | 10,76    |

### Bevölkerungsentwicklung
In den Ergebnissen der sieben Volkszählungen seit 1961 ist folgende Entwicklung ersichtlich:
| Einheit/Jahr     | 1961         | 1971         | 1980         | 1990         | 2000         | 2010         | 2020         |
| ---------------- | ------------ | ------------ | ------------ | ------------ | ------------ | ------------ | ------------ |
| Kec. Cangkringan | 21.008       | 22.869       | 23.916       | 22.925       | 24.656       | 28.201       | 31.131       |
| Anteil in %      | 4,07         | 3,89         | 3,53         | 2,94         | 2,74         | 2,58         | 2,77         |
| Kab. Sleman      | 516.653      | 588.313      | 677.323      | 780.334      | 901.377      | 1.093.110    | 1.125.804    |
| Sonderregion DIY | 00 2.231.062 | 00 2.487.177 | 00 2.750.025 | 00 2.912.611 | 00 3.120.478 | 00 3.457.491 | 00 3.66.8719 |